# Egyházasrádóc
Egyházasrádóc é um município da Hungria, situado no condado de Vas. Tem 24,79 km² de área e sua população em 2015 foi estimada em 1.267 habitantes.